# کیم یو ری
کیم یو ری (کره‌ای: 김유리؛ زادهٔ ۲۹ اوت ۱۹۸۴) بازیگر اهل کره جنوبی است.

## حرفه
کیم یو ری در درام‌های تلویزیونی آلیس در چونگدامدونگ (۲۰۱۲) و خورشید ارباب (۲۰۱۳) ایفای نقش کرده‌است.
در سپتامبر ۲۰۱۸، او با آژانس جدید مدیریتی سی-جس انترتینمنت قرارداد امضا کرد.